# Chiesa di Sant'Andrea (San Donnino)
La chiesa di Sant'Andrea è oggi l'edificio sacro principale della frazione San Donnino del comune di Campi Bisenzio, in provincia di Firenze, diocesi della medesima città.

## Storia
Già chiamata Sant'Andrea a Brozzi, da qualche anno, essa è unita nella persona del parroco a quella di San Donnino a Campi.
La chiesa fu suffraganea della pieve di Brozzi fino alla soppressione del comune e del vicariato ecclesiastico di Brozzi.
L'edificio fu edificato per la prima volta nell'XI secolo ma la costruzione attuale risale al Quattrocento; la chiesa subì poi danni gravissimi nell'agosto 1944, quando fu fatto saltare il campanile e distrutta parte dell'abside e il 4 novembre 1966, in occasione dell'alluvione di Firenze. Nel 1987 la chiesa subì persino un principio d'incendio, fortunatamente domato in tempi brevissimi ma che obbligò ad alcune pulizie degli affreschi anneriti.

## Descrizione

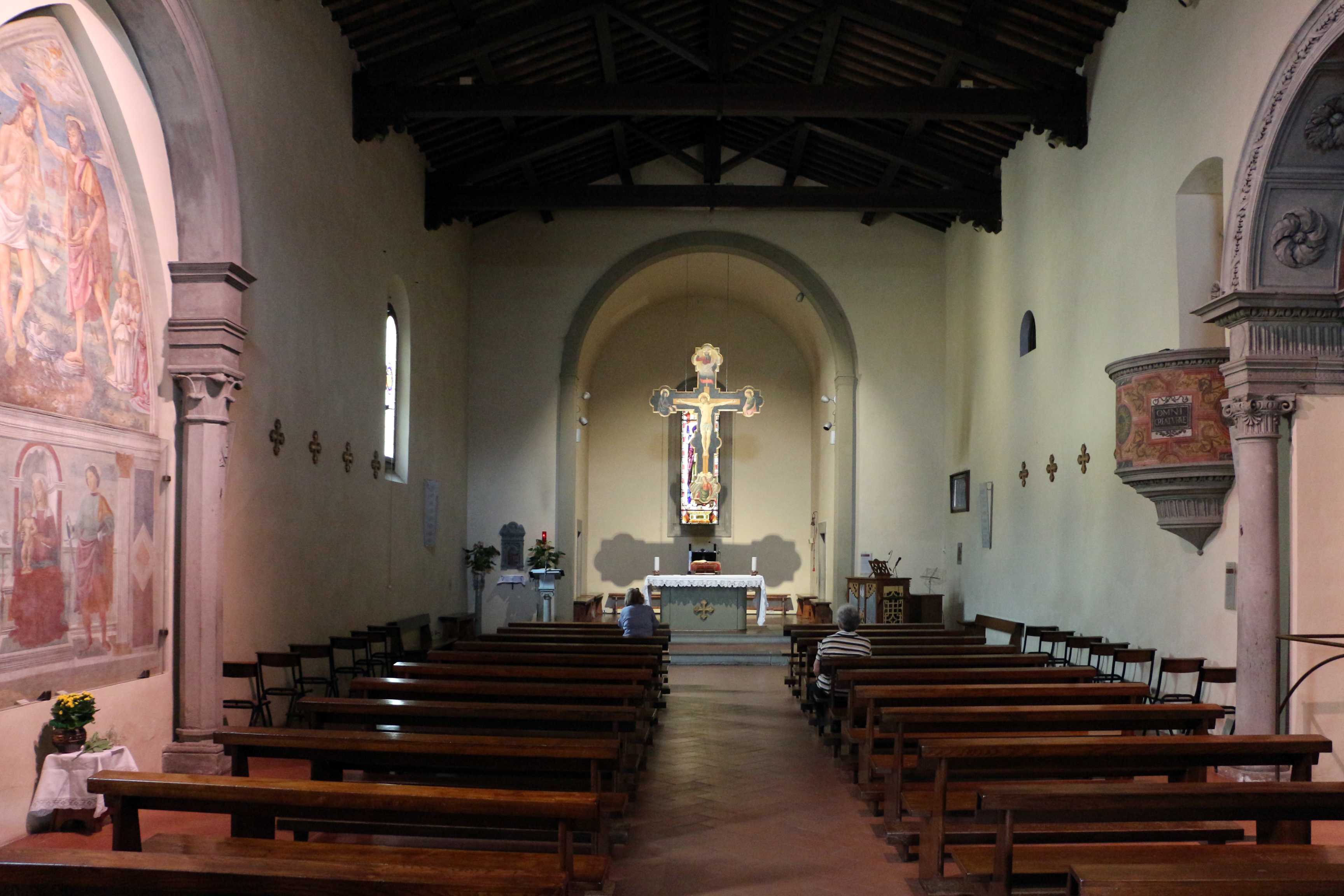
Interno

Il patrimonio artistico della chiesa è cospicuo: il pezzo sicuramente più prezioso è una Battesimo di Cristo e Madonna col Bambino in trono tra i santi Sebastiano e Giuliano di Domenico Ghirlandaio (1473 circa), un Crocifisso di Giovanni di Francesco (1455 circa), una pala di Francesco Botticini con la Madonna col Bambino e santi, sormontata da una lunetta dello stesso autore, una lunetta di Raffaellino del Garbo raffigurante i Santi Alberto e Sigismondo'.
Le numerose opere d'arte della chiesa sono state raccolte in un Museo d'arte Sacra, aperto negli anni novanta del XX secolo per iniziativa del priore Giovanni Momigli, in cui sono conservati una Annunciazione fra i santi Eustachio e Antonio abate del Maestro dell'Annunciazione di Brozzi, un Trittico proveniente dalla chiesa di San Donnino, due tavole quattrocentesche raffiguranti San Giuliano e San Rocco, una Madonna del Rosario con santi di Matteo Rosselli (XVII secolo) oltre a varia oggettistica religiosa di oreficeria, documenti e paramenti sacri.
La parrocchia di San Donnino ha visto in questi anni lo sviluppo di numerosissime iniziative culturali, sociali, sportive e religiose grazie all'attività di "Spazio Reale", un complesso polifunzionale sorto per iniziativa del priore.

## Galleria d'immagini

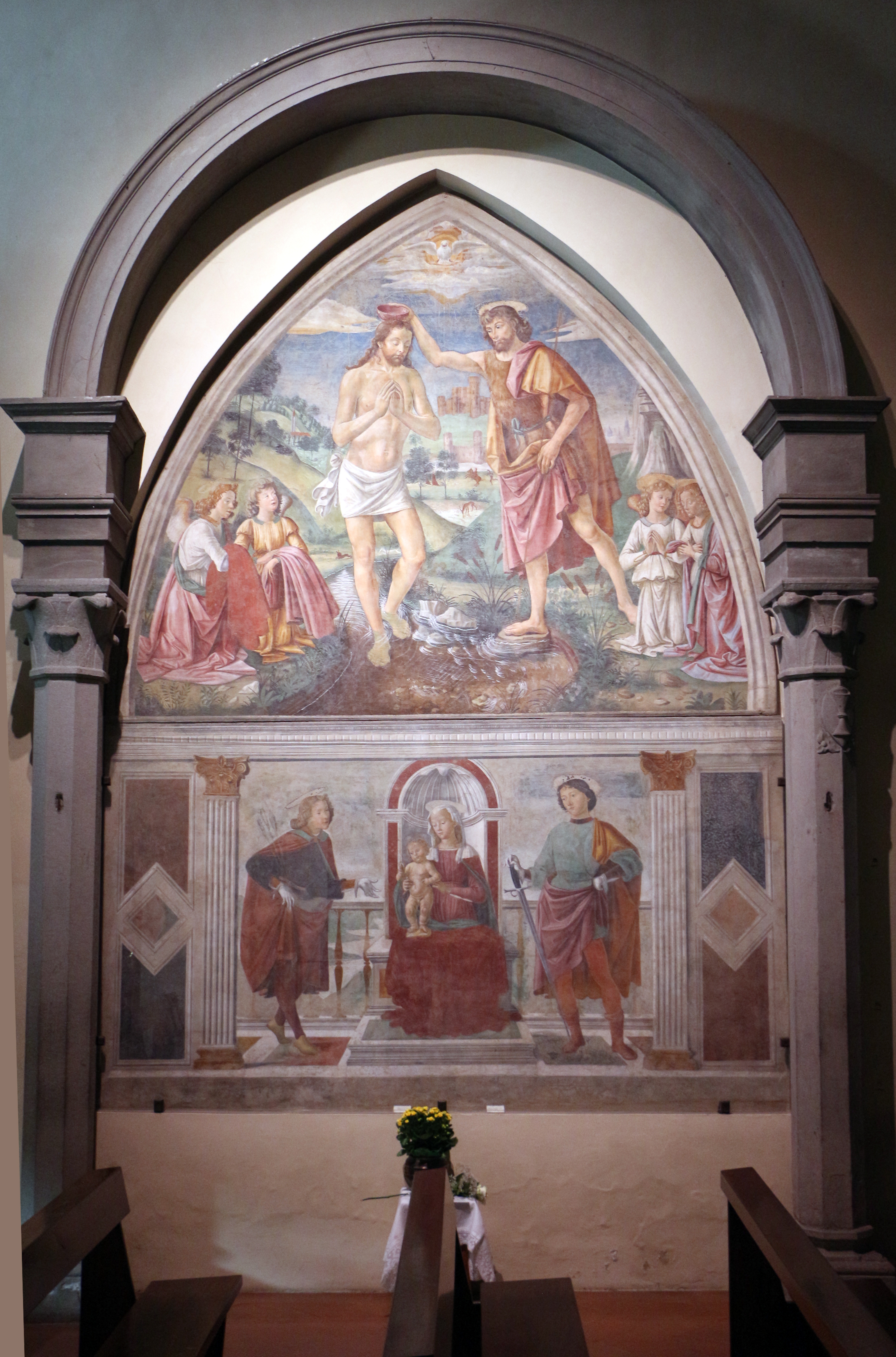
Affresco di Domenico Ghirlandaio
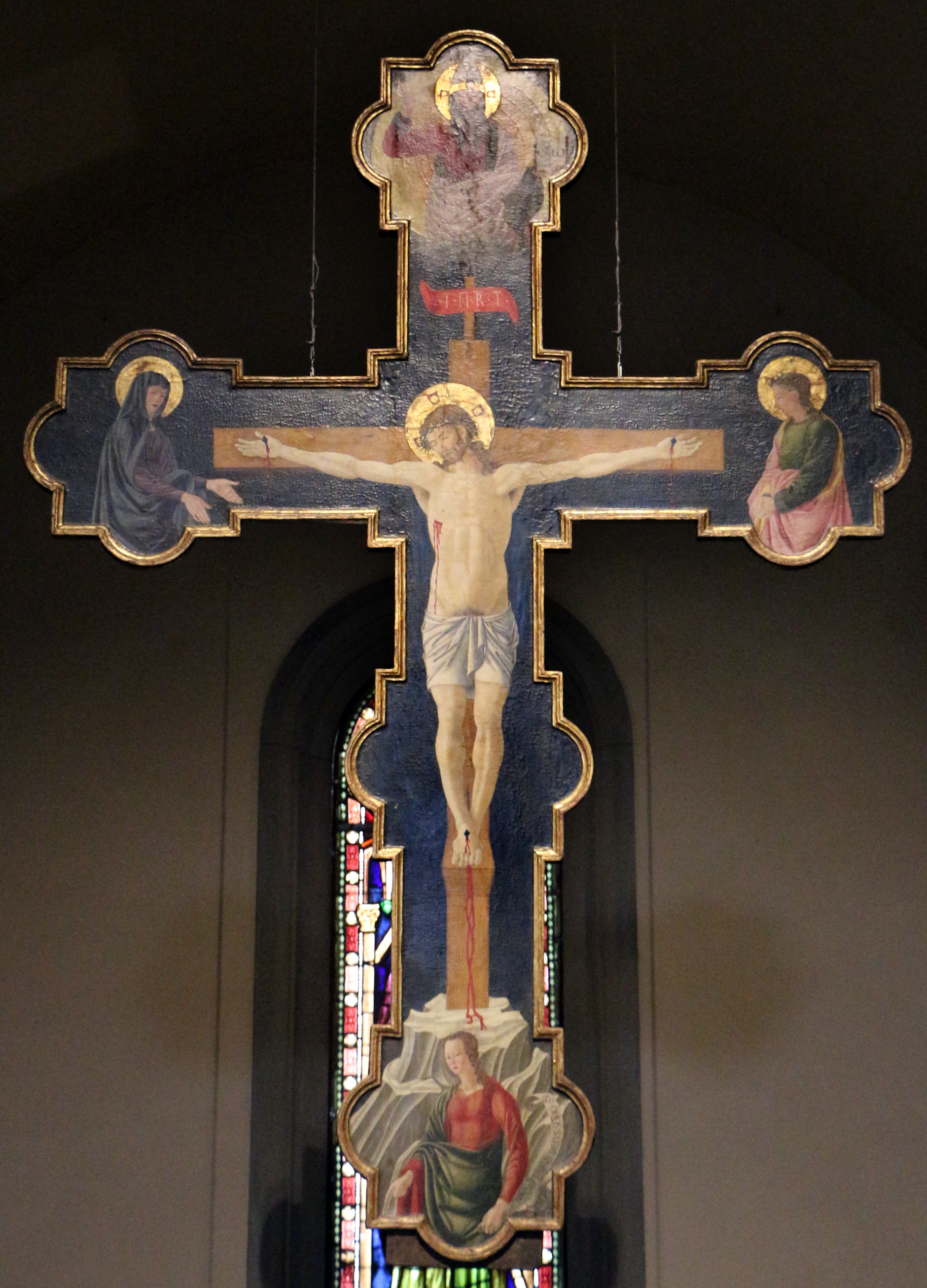
Crocifisso di Giovanni di Francesco
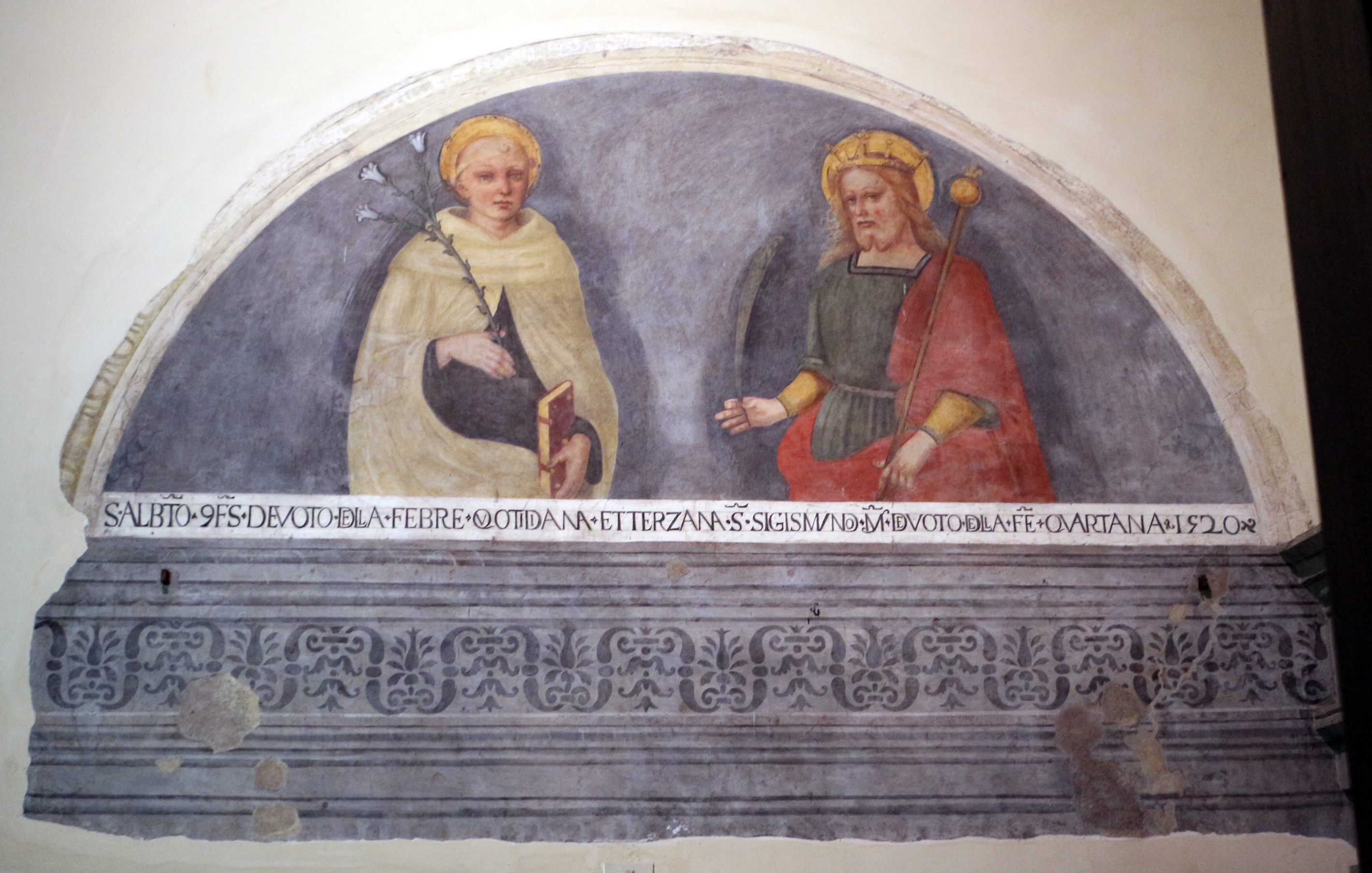
Lunetta di Raffaellino del Garbo
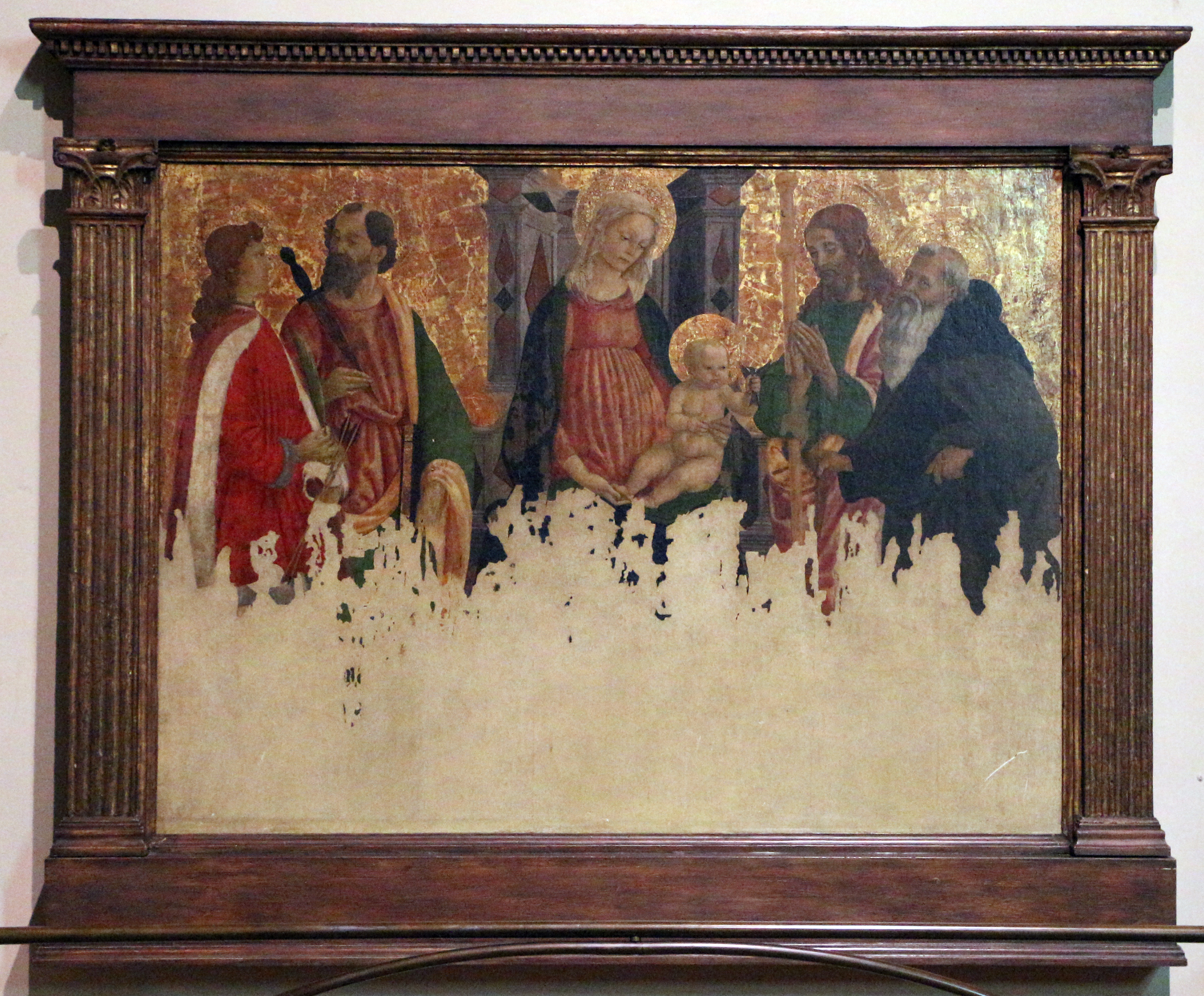
Madonna col Bambino e santi di Francesco Botticini
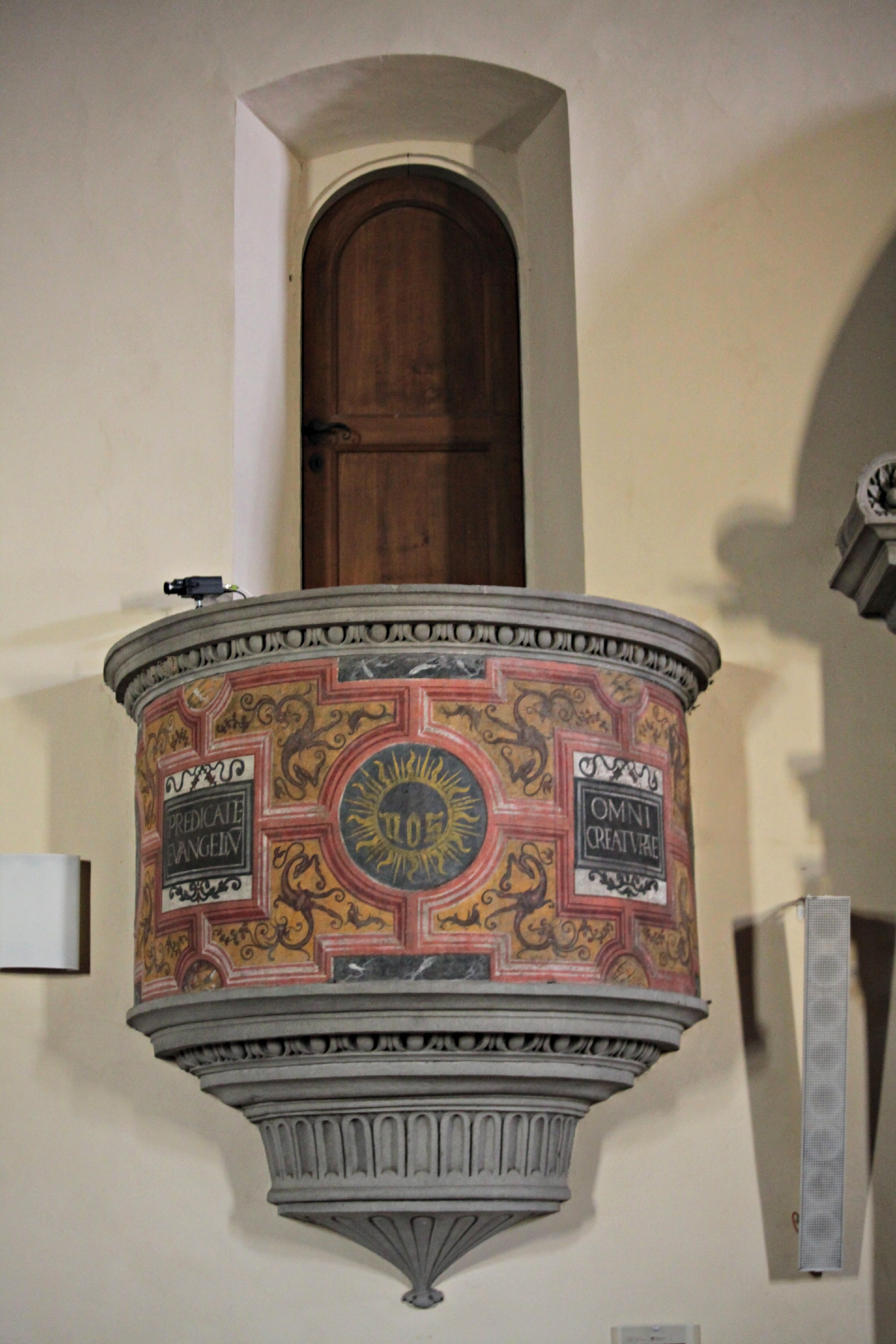
Pulpito dipinto del XV secolo
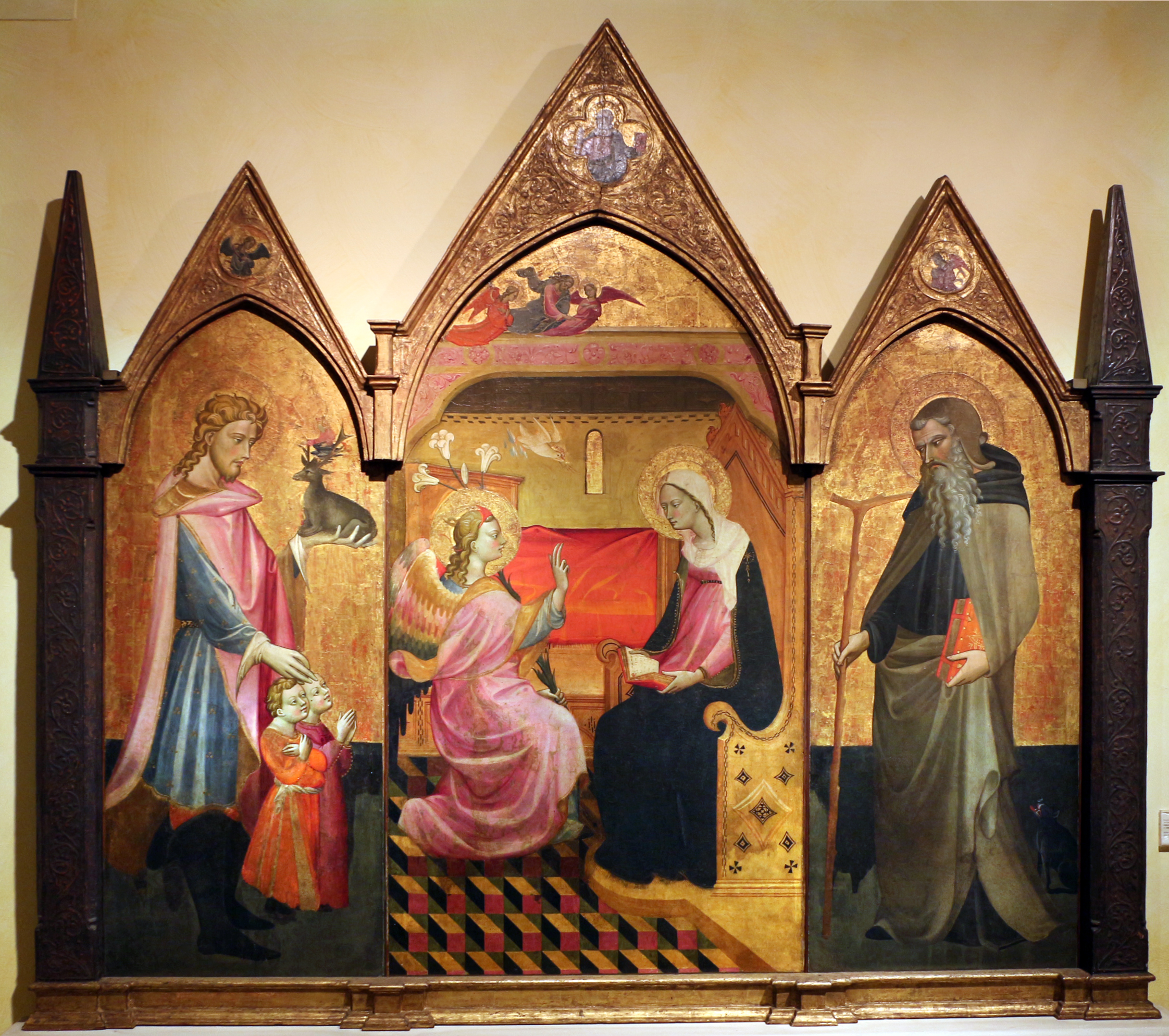
Annunciazione fra i santi Eustachio e Antonio, nel museo
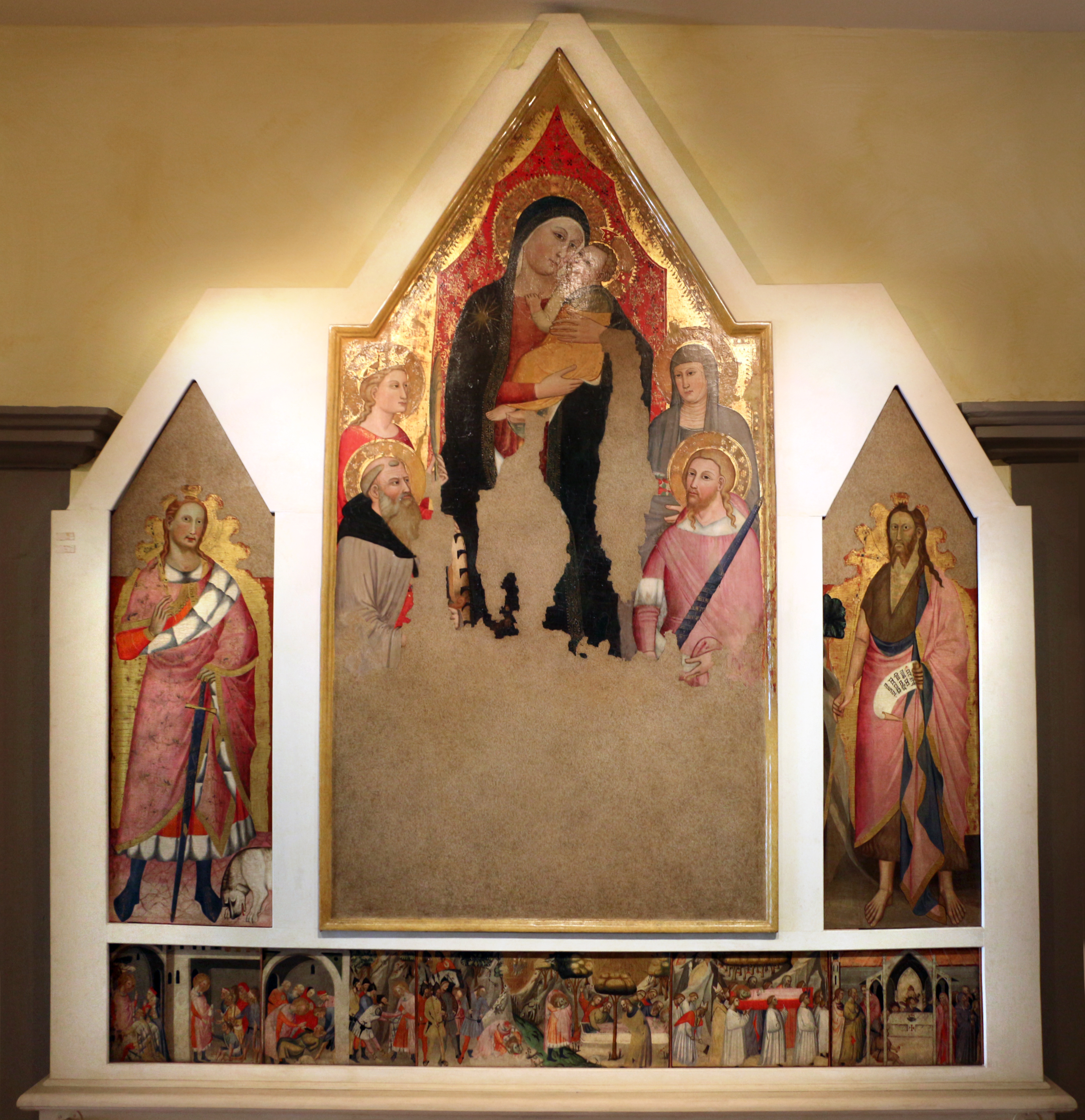
Il trittico, nel museo